# Agathemera luteola
Agathemera luteola (chinchemolle, chinchimolle, chichina) es un insecto fasmatodeo originario de Argentina. Es conocido por el intenso olor que segrega, utilizado a modo de defensa. La etimología de su nombre vernáculo más común, hace alusión a esta característica distintiva: chinchemolle (del quechua, chinche =bicho hediondo, molle= árbol oloroso). cabe aclarar que también en toda la extensión de la cordillera andina

## Distribución
Se distribuye por el centro de Argentina, en las provincias de Córdoba y San Luis, con algunos registros más al sur, en la provincia de La Pampa. 